# Altendorf (Alto Palatinato)
Altendorf è un comune tedesco di 951 abitanti, situato nel land della Baviera.